# Michel Pollien
Michel François Pollien (* 22. August 1937 in Paris; † 15. Januar 2013 ebenda) war ein französischer Geistlicher und römisch-katholischer Weihbischof im Erzbistum Paris.

## Leben
Michel Pollien studierte am Seminar für Spätberufene in Morsang sur Orge und  Issy les Moulineaux. Er empfing am 25. Juni 1966  die Priesterweihe. Er war Vikar in  Sainte-Marie des Batignolles (1966/68), in Notre-Dame-de-La-Gare und der Mission ouvrière Paris-Sud. Von 1968 bis 1978 war er Kaplan der Katholischen Aktion und von 1978 bis 1982 Pfarrer von Saint-Jacques-Saint-Christophe in La Villette sowie Dekan des 19. Arrondissement. Nach Tätigkeit als Bischofsvikar von 1982 bis 1987 wurde Michel Pollien zum Generalvikar (Vicariat Nord-Est/délégation à l'Apostolat des laics) ernannt.
Papst Johannes Paul II. ernannte ihn am 12. Juli 1996 zum Weihbischof in Paris und Titularbischof von Pulcheriopolis. Die Bischofsweihe spendete ihm der Erzbischof von Paris, Jean-Marie Kardinal Lustiger, am 11. August desselben Jahres; Mitkonsekratoren waren die Pariser Weihbischöfe Claude Frikart CIM und Georges Pierre Soubrier PSS.
Er war Mitglied in der Französischen Bischofskonferenz und dort Mitglied des Sozialausschusses und Vorsitzender der Kommission für Justiz und Gesellschaft und Mitglied des Ständigen Rates sowie Mitglied des Rates für die Migranten und Vereinigungen von Gläubigen.
Am 31. August 2012 nahm Papst Benedikt XVI. sein aus Altersgründen vorgebrachtes Rücktrittsgesuch an. Michel Pollien starb am 15. Januar 2013, im Alter von 75 Jahren nach längerer Krankheit.